# 조금 귀여운 아이언 메이든
조금 귀여운 아이언 메이든(ちょっとかわいいアイアンメイデン, The Torture Club)은 후카미 마코토가 쓴 일본의 네 컷 코믹 스트립이다. 그림은 Alpha AlfLayla가 맡았다. 가도카와 쇼텐에 의해 2011년 4월부터 2013년 10월(마지막 발행)까지 출판되었다. 이후 2013년 12월부터는 영 에이스로 인계되었다.

## 실사 영화
조금 귀여운 아이언 메이든(ちょっとかわいいアイアンメイデン, The Torture Club)은 일본에서 제작된 요시다 코타 감독의 2014년 코미디, 멜로/로맨스 영화이다. 키지마 노리코 등이 주연으로 출연하였다.

### 출연

#### 주연
- 키지마 노리코
- 요시즈미 하루나

#### 조연
- 마미야 유키
- 야노 미카
- 모토야마 나미
- 모치다 카나코
- 하야마 레이코
- 우치다 슌기쿠